# Affäre
Das Wort Affäre (seltener Affaire, von französisch affaire, „Angelegenheit“) wird im Deutschen in verschiedenen Bedeutungen gebraucht. Zum einen bezeichnet es einen öffentlichen Skandal, also verwerfliche Machenschaften beziehungsweise Versagen größeren Ausmaßes in Politik, Verwaltung, Wirtschaft oder Medien, zum anderen ein Liebesabenteuer. Bis ins späte 19. Jahrhundert nannte man zudem eine improvisierte Schlacht oder ein Gefecht Affaire.

## Wortherkunft
Das Wort wurde im 17. Jahrhundert aus dem französischen affaire entlehnt, einer Zusammenrückung aus (avoir) à faire („zu tun (haben)“). Daher stammt auch die heute im Deutschen seltene Schreibung Affaire. Die Redensart „sich aus der Affäre ziehen“ gibt das französische „se tirer d’affaire“ wieder. Die Wortbedeutung war zunächst nur „Angelegenheit“, dann wurde Affäre ein Euphemismus für „Liebschaft“ oder Sexbeziehung, besonders für solche, die als skandalträchtig empfunden wurden. Heute wird Affäre vorwiegend zur Benennung einer skandalösen Angelegenheit in Politik und/oder Wirtschaft gebraucht.
Affäre findet sich – ebenso wie Skandal – als Wortbestandteil in zahlreichen Zusammensetzungen, die einzelne als unangebracht bis skandalös beurteilte Angelegenheiten kennzeichnen (vgl. Skandale und Affären oder Plagiatsaffäre).

## Einige bekannte Affären (in chronologischer Reihenfolge)
- Die Giftaffäre (1678–1682) war der größte Skandal im Frankreich Ludwigs XIV., in den selbst Mitglieder des Hofes und die Mätresse des Königs Madame de Montespan hineingezogen wurden. Die Affäre drohte das sorgfältig und bewusst gepflegte Image vom strahlenden Sonnenkönig und seiner glanzvollen Regierung zu verdunkeln.
- Die Halsbandaffäre (1785–86) um den raffinierten und dreisten Diebstahl eines sündhaft teuren Brillantcolliers ruinierte den Ruf der französischen Königin Marie Antoinette, obwohl diese im Grunde gar nichts mit der Sache zu tun hatte.
- Dreyfus-Affäre Ende des 19. Jahrhunderts in Frankreich: Der Offizier Alfred Dreyfus wurde wegen angeblichen Landesverrats zu lebenslanger Verbannung und Haft verurteilt. Seine Schuld oder Unschuld wurde jahrelang heftig debattiert, die Frage spaltete das damalige Frankreich bis in die Familien hinein. Nach mehreren Jahren Haft wurde schließlich seine Unschuld bewiesen, er wurde vollständig rehabilitiert und erhielt seinen militärischen Rang zurück.
- Die Allenstein-Affäre begann 1907 mit einem Mordfall in Allenstein (Ostpreußen) und endete in einem Justizdrama
- Harden-Eulenburg-Affäre um prominente Mitglieder des Kabinettes von Kaiser Wilhelm II. in den Jahren 1907 bis 1909
- Starfighter-Affäre (siehe auch Lockheed-Skandal) – um die Umstände der Beschaffung des Kampfflugzeugs Lockheed F-104 „Starfighter“: warum bestellte Verteidigungsminister Franz Josef Strauß entgegen dem Rat vieler Experten ein offensichtlich höchst unausgereiftes Flugzeug?
- Watergate-Affäre – eine Reihe von gravierenden „Missbräuchen von Regierungsvollmachten“ während der Amtszeit von US-Präsident Richard Nixon zwischen 1969 und 1974.
- Guillaume-Affäre – am 24. April 1974 wurde mit Günter Guillaume ein enger Mitarbeiter des Bundeskanzlers Willy Brandt als DDR-Agent enttarnt. Brandt übernahm die politische Verantwortung und trat am 7. Mai 1974 von seinem Amt als Bundeskanzler zurück.
- Bombenlegeraffäre – Unklar ist bis heute, wer es mit welchen Motiven zwischen 1984 und 1986 auf die öffentliche Infrastruktur in Luxemburg, insbesondere auf Strommasten der Cegedel, abgesehen hatte.
- Flick-Affäre – (etwa 1985) um verdeckte Parteispenden des Flick-Konzerns zur Pflege der politischen Landschaft
- Waldheim-Affäre (ab 1986) – um die vermutete Beteiligung Kurt Waldheims an Kriegsverbrechen in der Zeit des Nationalsozialismus. Sie begann 1986 während seines Wahlkampfes für das Bundespräsidentenamt Österreichs und wirkte über das Ende seiner Amtszeit 1992 hinaus fort.
- Barschel-Affäre – 1987 um den damaligen Schleswig-Holsteinischen Ministerpräsidenten Uwe Barschel
- Lewinsky-Affäre – eine politische Affäre (1998) in den Vereinigten Staaten um Anschuldigungen, Präsident Bill Clinton und die Praktikantin Monica Lewinsky hätten eine sexuelle Beziehung gehabt.
- Plagiatsaffäre Guttenberg – Es wurden Plagiate in der Doktorarbeit des deutschen Bundesverteidigungsminister Karl-Theodor zu Guttenberg entdeckt und veröffentlicht. Dies führte zur Aberkennung des Doktorgrades und zum Rücktritt des CSU-Politikers.
- NSU-Affäre – „Dem NSU werden unter anderem die Neonazi-Mordserie in den Jahren 2000 bis 2006, das Nagelbomben-Attentat in Köln im Jahr 2004 und der Polizistenmord von Heilbronn im Jahr 2007 zugeordnet. … Das Handeln von Sicherheitsbehörden wie Verfassungsschutzämtern, Amt für den Militärischen Abschirmdienst und Polizei führte im Juli 2012 zu Rücktritten und Entlassungen des Präsidenten des Bundesamtes für Verfassungsschutz, der Präsidenten des Thüringer Landesamtes für Verfassungsschutz, des Landesamtes für Verfassungsschutz Sachsen und der Leiterin der Abteilung für Verfassungsschutz des Berliner Innenministeriums. Nachlässigkeiten, Aktenvernichtung, der Einsatz von V-Personen, Ermittlungspannen und organisatorische Defizite werden im ‚NSU-Ausschuss‘ des Deutschen Bundestages sowie in einzelnen Bundesländern untersucht.“
- Wulff-Affäre, führte 2012 zum Rücktritt des damaligen deutschen Bundespräsidenten Christian Wulff
- Überwachungs- und Spionageaffäre – Affäre rund um die Spionage- und Überwachungstätigkeiten der National Security Agency und anderer Nachrichtendienste im Jahr 2013, ausgelöst von den Enthüllungen des Whistleblowers Edward Snowden.
- Ibiza-Affäre, führte 2019 zum Bruch der Regierungskoalition in Österreich
- Überwachungs- und Spionageaffäre in der EU – Affäre rund um die Korruptions-, Spionage- und Überwachungstätigkeiten an der RWTH Aachen und der Fraunhofer-Gesellschaft mit Beteiligung vieler Behörden und Ministerien in Nordrhein-Westfalen, Berlin und Brüssel 2010–2024, ausgelöst von Strafanzeigen und Enthüllungen der illegalen Geschäftsmodelle durch Karl-Heinz Krempels.